# アベンジャーシステム

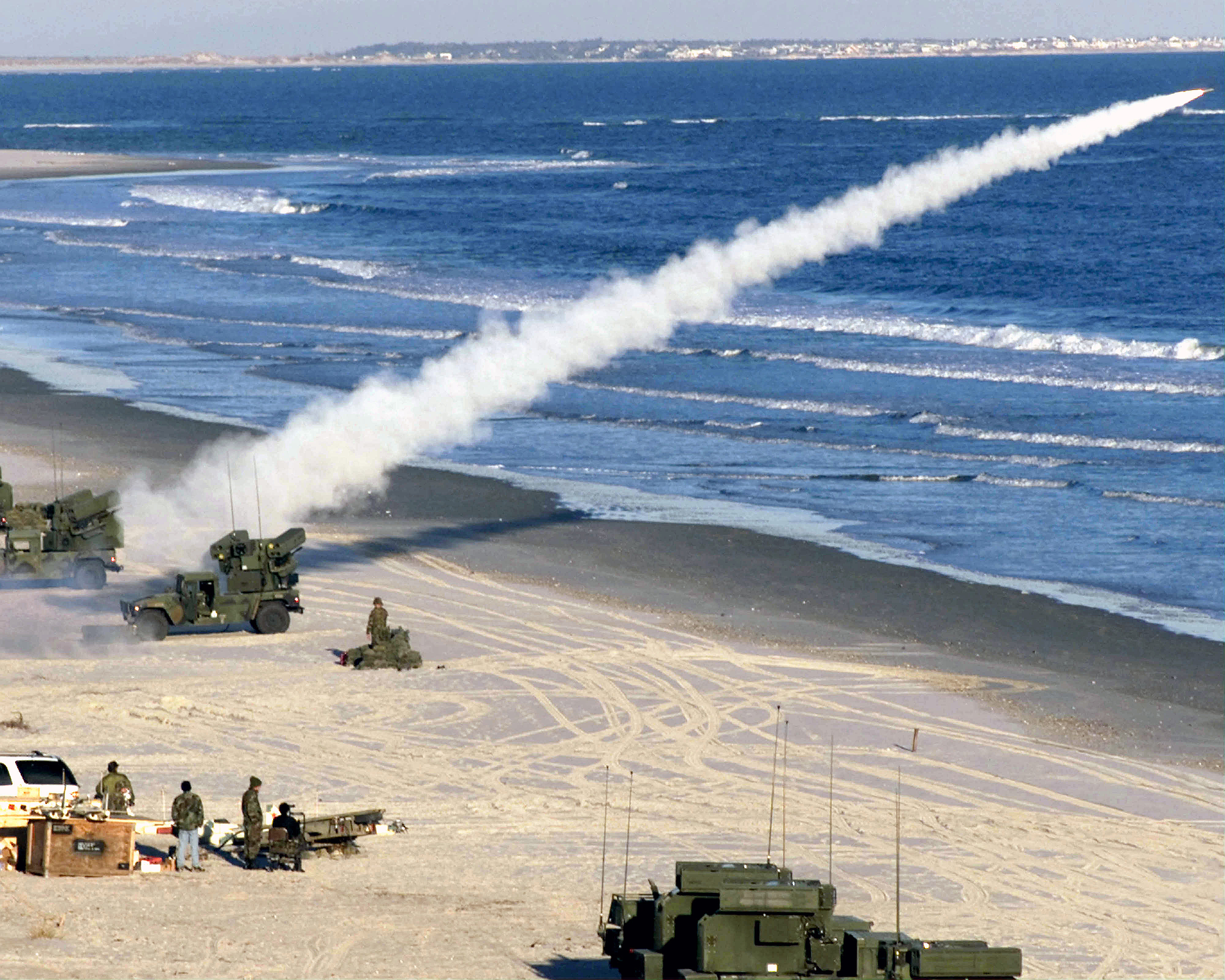
ミサイル発射直後

AN/TWQ-1 アベンジャー防空システム（AN/TWQ-1 Avenger Air Defense System）は、アメリカ合衆国の近距離防空ミサイル・システム。軽車両からFIM-92 スティンガー地対空ミサイルを発射できるようにしたもので、従来の自走式対空ミサイルより軽便で機動性に優れている。

## 概要
アメリカ陸軍・海兵隊の近距離防空用地対空ミサイルシステムとして開発・配備された。主契約社はボーイング社。
M998 ハンヴィー系列の荷台に搭載されて運用されているため、対空ミサイル車両それ自体と誤解されることが多いが、システムとしては独立しており、単独あるいはほかの車種での運用も可能なシステムとして設計されている。四輪駆動車に搭載したことで機動性に優れたシステムとなっている。
ハンヴィー搭載時の運用人員は2名。スティンガー地対空ミサイル4連装ポッド2基に加え、右側のポッドの下部にFN M3P 12.7mm重機関銃を装備している。短射程ではあるが撃ち放し式のミサイルを使用するため、即応性に優れたシステムとなっている。車体内から操作できるだけでなく、車体から離れた場所から遠隔操作することも可能。
類似したシステムとして、ホワイトハウスの対空防衛装置がある。日本も高機動車に91式携帯地対空誘導弾を8基搭載した93式近距離地対空誘導弾を開発し、配備している。

## 運用国
- アメリカ合衆国
- バーレーン
- エジプト
- イラク
- リトアニア
- 台湾 - レーダーはCS/MPQ-90にアップグレードされた[1]。
- ウクライナ - アメリカ軍の在庫から2022年に4基、2023年に8基、供与されることが発表された[2]。

## 登場作品

### 映画
『地球が静止する日』
セントラルパークに舞い降りた巨大な球体を包囲する。

### アニメ
『ストライク・ザ・ブラッド』
2015年制作のOVA版『ヴァルキュリアの王国篇 後編 Kingdom of The Valkyria II』において絃神島アイランドガードの装備として登場。

### 小説
『WORLD WAR Z』
アメリカ陸軍の車両が登場。ヨンカーズの戦いに投入されているが、見栄え優先の配備だったことと、相手が地上を歩くゾンビだったことから、使用されることはなかった。

### ゲーム
『ARMA 2』
プレイヤーとAIが操作可能。
『Project Reality（BF2）』
アメリカ軍、アメリカ海兵隊、カナダ軍、イスラエル国防軍の対空兵器としてハンヴィーに搭載した物が登場。
『Wargame Red Dragon』
NATO陣営のアメリカ軍デッキで使用可能な対空兵器として迷彩を施して登場する。
『WARNO』
NATO陣営のアメリカ軍師団の一部で使用可能な対空兵器として迷彩を施して登場する。
『WarRock』
一部マップに配置されている。
『新戦闘国家』
『大戦略シリーズ』
『マーセナリーズ』
国連軍の対空車両として「M1027」の名称で登場する。
『マーセナリーズ2 ワールド イン フレームス』
連合軍の対空車両として「メッセンジャーSAM」の名称で登場する。
『エースコンバット7』
オーシア国防陸軍がハンヴィーに似た車両に搭載し運用している。